# Neriene katyae
Neriene katyae är en spindelart som beskrevs av van Helsdingen 1969. Neriene katyae ingår i släktet Neriene och familjen täckvävarspindlar.
Artens utbredningsområde är Sri Lanka. Inga underarter finns listade i Catalogue of Life.